# 千葉県立東金高等学校
千葉県立東金高等学校（ちばけんりつ とうがねこうとうがっこう）は、千葉県東金市東金にある県立高等学校。

## 概要
千葉高女に続いて設立された千葉県で2つめの県立高等女学校であり、100年以上の歴史がある。徳川家康が土井利勝に命じて造成した御成街道の宿泊所東金御殿の跡地に建てられ、東金市の中心部にあり南側を除く三方を山林に囲まれている。校舎の東側には八鶴湖と呼ばれる池があり、毎年入学式頃には湖畔に植えられた約300本のソメイヨシノが咲く。
また校舎とは別に野球部、サッカー部専用の日吉台グラウンドがある。
平日の朝、土曜日には平日、土曜課外授業。夏休みにはサマーセミナーが希望者を対象に行われている。またキャリア教育にも力を入れている。進路としては、2009年度卒業生317人、大学進学180人、短期大学20人、専門学校40人、就職27人、その他46人である。
「八鶴祭」と呼ばれる文化祭では過去2年にわたって朝日新聞千葉版に掲載された事もあり、そこそこの盛況を見せている。
他の行事としては、「スポーツ祭」「芸術鑑賞会」などがある。
制服は男子は学ラン、女子はジャンパースカートである。
2009年度より「八鶴湖クリーン運動」を行っており、高校周辺の地域美化活動を積極的に行っている。
オーストラリアのサザンクロス校と姉妹校になっており、1年おきに2週間程度の派遣と受け入れを行っている。
長い歴史を持つ演劇部は、部員自ら脚本を作成する『創作劇』を伝統とし、今でもその伝統を受け継いでいる。
また、特別教室棟屋上にはプラネタリウムがあり、天文部が活動している。

## 沿革

### 創立経緯
千葉県の県立高等女学校は1900年（明治33年）に千葉県高等女学校（現・千葉県立千葉女子高等学校）が設置されるまで存在せず、その後も千葉高女一校のみという状態が続いていた。既に九校（千葉・佐倉・佐原・成東・大多喜・木更津・安房・銚子・松戸。銚子・松戸の両校は後に廃校）も設置されていた千葉県立の旧制中学校とのバランスが著しく不均衡である事から福岡町（現・匝瑳市）への県立高女の増設が県議会に繰り返し諮られたが否決され続けていた。
その一方1906年（明治39年）頃から、第二師範学校や旧制中学校の誘致に失敗していた東金町による高女誘致運動が活発化しはじめる。二度の誘致失敗を受けた粘り強い運動の結果、1907年（明治40年）12月13日、千葉県議会が千葉県第二の高等女学校として東金高等女学校設置を議決した。翌1908年（明治41年）4月15日に生徒募集広告が出され、4月28日に本漸寺で初の入試が行われ、翌日に合格が発表、定員20名オーバーの100名が合格した。合格者は学歴も年齢も一様ではなく、最年長の合格者は21歳であった。
校舎がまだ存在してなかったので、東金染織学校の旧校舎を仮校舎として開校、遠方からの生徒のために5月3日に寄宿舎（当初は3箇所に分宿）が設置され、1910年（明治43年）8月には東金御殿跡の現校地に本校舎が完成している。

### 年表
- 1908年（明治41年）4月30日 - 千葉県立東金高等女学校開校（創立記念日）。
- 1948年（昭和23年）4月1日 - 学制改革により旧称を改めて県立東金高等学校として開校。
  - 8月1日 - 山武郡片貝町立片貝女子農学校を分校として併設。
- 1949年（昭和24年）4月 - 通常普通課程に男子生徒55名入学[3]。
- 1950年（昭和25年）4月1日 - 高等学校再編成により千葉県立東金商業高等学校を合併、同時に定時制夜間普通科を新設。
- 1951年（昭和26年）4月 - 大網白里町に分校開校。
- 1953年（昭和28年）4月1日 - 商業科を分離、独立して東金商業高等学校となる。
- 1963年（昭和38年）4月1日 - 白里校舎を分離し、東金商業高等学校白里校舎となる。再び完全に女子校になる。
- 1973年（昭和43年）4月1日 - 片貝校舎を分離、独立して九十九里高等学校となる。
- 1983年（昭和58年）4月1日- 女子校から共学化。
- 1996年（平成8年）4月1日 - 全日制国際教養科を新設。

## アクセス
- JR東金線東金駅より徒歩約10分
- ちばフラワーバス八鶴湖前バス停より徒歩約5分

## 設置課程
全日制
- 普通科
  - 理系クラス
  - 文系クラス
    - 特別進学クラス（2018年度入学生より廃止）
- 国際教養科

定時制
- 普通科

## 部活動
部活動は、新体操部が2019年度ごろから、関東大会に数十年ぶりに出場するなど活躍が顕著になりはじめた。2024年度には南九州インターハイ出場を決め、実に48年ぶり4回目の出場で初優勝の快挙。団体での公立高校の優勝は2006年大分県立別府鶴見丘高校以来。バレーボール（男子）が2006年度から5年続けて関東大会に出場。2005年度千葉県高等学校バレーボール1年生大会で優勝。2008年度関東大会千葉県予選で優勝。（県立高校としては松戸東高校以来16年ぶり）2008年度春の高校バレー千葉県大会に出場。
陸上競技部が女子円盤投 、女子ハンマー投 、女子やり投 で2018年度関東選手権大会に出場。
卓球部（男子）が2006年度県公立学校大会に優勝。2007年度の関東大会、関東新人大会に出場。
卓球部（女子）が2006年度関東新人大会に出場。
文化部では2007年度に、吹奏楽部が東関東吹奏楽コンクール出場。
箏曲部が2005年度に文化部のインターハイとよばれる全国高等学校総合文化祭に出場し優良賞を受賞し、全国7位の成績をおさめている。2008年度に引き続き2009年度は2年連続の出場となる。
カメラ2008年度、2009年度2年連続で全国高等学校総合文化祭に出展。
なお、天文部の前身の地学部は1985年から1987年まで漂流瓶による黒潮の海流調査を行い、海外から34通の返信を受けた(1985年は県立銚子高等学校生徒との共同研究だった。同校Wikipedia参照)。また、地学部は1987年12月に発生した千葉県東方沖地震による学校周辺の屋根瓦の被害調査に放課後歩いた。
他には
女子バレー部、バスケットボール部、野球部、サッカー部、女子ソフトボール部、剣道部、空手道部、新体操部、山岳部、声楽部、演劇部、番組制作同好会(THB)、ダンス同好会、英語部、美術部、茶道部、華道部、天文部などがある。
部活動の参加率は7割程度である。
定時制の文化活動としては1992年千葉県高等学校定時制通信制総合文化大会の会場校になり、部員や個人の多くの作品が出品されたことがあげられる。一般にコンクールでは入選作品以外には批評はもらえないが、選に漏れた作品にも批評をあげたいという本校職員の考えから、多くの作品に短評が付されて大会記録集が作成された。この方針はその後の1999年銚子商業高等学校大会、2009年佐原高等学校大会にも引き継がれた。

## 著名な卒業生・過去の在学生
- 有吉優樹（プロ野球選手）